# Dietrich Harre
Hans-Dietrich Harre (* 6. Januar 1926; † 29. Mai 2018 in Greifswald) war ein deutscher Sportwissenschaftler und Hochschullehrer. Er wurde als „Nestor der Trainingswissenschaft in Deutschland“ bezeichnet.

## Leben
Harre studierte an der Humboldt-Universität zu Berlin und war von 1950 bis 1990 an der Deutschen Hochschule für Körperkultur (DHfK) in Leipzig tätig. Er lehrte insbesondere in den Fachgebieten „Theorie des Leistungssports“ sowie „Theorie und Methodik der Körpererziehung“. 1969 brachte er das Buch „Trainingslehre“ heraus, welches 1957 und 1964 bereits Vorläufer in Form von Fernstudienbriefen gehabt hatte. Das Buch machte Harre „national und international“ sowie in „Ost und West“ bekannt. Es wurde „als wichtigste Arbeit auf dem Gebiet der allgemeinen Trainingslehre in deutscher Sprache“ bezeichnet. Bis 1989 erschien es in neun Auflagen, 2013 wurde es in englischer Sprache erneut aufgelegt. „Der Name des Leipziger Sportwissenschaftler Dietrich Harre und seine bekannteste Publikation, die ‚Trainingslehre‘, sind für Generationen von Sportwissenschaftlern und Sportlehrern zu feststehenden Begriffen geworden“, hieß es in der Schrift eines Kolloquium der Sektion Trainingswissenschaft der Deutschen Vereinigung für Sportwissenschaft in Zusammenarbeit mit dem Bundesinstitut für Sportwissenschaft und der Sportwissenschaftlichen Fakultät der Universität Leipzig anlässlich Harres 75. Geburtstages 2001.
Im Rahmen seiner Forschungstätigkeiten beschäftigte sich Harre unter anderem mit den Themen „Krafttraining im Nachwuchsbereich des Kanurennsports“, mit den „Beziehungen zwischen Belastung und Erholung im mikrozyklischen Aufbau des Trainings der Ausdauersportarten“, mit „Problemen des sportlichen Trainings und der Trainingsbelastung in der Sportlehrerausbildung an der DHfK“ und stellte 1993 geschichtliche, gegenwärtige und zukünftige Themen und Entwicklungsaspekte der Trainingswissenschaft in den Mittelpunkt einer Veröffentlichung.
1990 wurde Harre kurz vor seinem Ruhestand zum außerplanmäßigen Professor für „Theorie und Methodik des Trainings“ ernannt. In der sportlichen Praxis war Harre Trainer der Ruderinnen des SC DHfK Leipzig.